# 広島大河フットボールクラブ
広島大河フットボールクラブ（ひろしまおおこうフットボールクラブ）は、広島県広島市南区を本拠とするアマチュアサッカークラブ。大河FCの名前で知られる。

## 概要
幼児・小学生・中学生・レディースがあり、中学部は広島ユースリーグ（1部リーグ）、レディースは中国女子サッカーリーグに所属している。
1968年（昭和43年）、山口大学を卒業した浜本敏勝（ちなみに1988年、1989年に世界少年サッカー大会日本選抜コーチを務め、1996年から大河FC総監督）が広島市立大河小学校の教員になり、内山彰とともに放課後にサッカー教室を開いたことが始まり。
1974年（昭和49年）に正式に広島大河FCとしてクラブ組織を発足。広島県のジュニアユース世代を牽引してきた古豪である。
大河フットボールクラブが主催する「リベリーノカップ」は、セルジオ越後の友人である元ブラジル代表のリベリーノが、日本の少年たちにプレゼントしたプレートに由来する。
また、練習を見に来る母親向けに始めたママさんサッカーは女子チームに発展し、現在は中国女子サッカーリーグに登録。皇后杯全日本女子サッカー選手権大会には第4回大会（1983年）と第21回大会（2000年）に出場した。

## クラブの目的
サッカー競技の普及発展と、サッカーを通じて心身を鍛え、正しく強く生きる人間を作ることを目的とし、会員相互の親睦を図る。

## 基本理念 （コンセプト）
選手・指導者・サポーターが、思いやり・助け合いを大切に、お互いに信頼と敬愛の絆を深め、魅力あるクラブの創造に努力する。

## 主な卒業生
| 日本代表 - 木村和司 - 沖宗敏彦 - 猿沢茂 - 森島寛晃 - 田坂和昭 - 山根恵里奈 | その他 - 畑喜美夫 - 山田泰寛 - 平沢政輝 - 吉田康弘 - 迫井深也 - 春永代志 - 西河翔吾 - 山出久男（指導者として） - 樫村拓哉 |

## 部員数
平成23年6月18日現在
- 中学部
3年 11名、2年 5名、1年 11名

## 練習日程
- 中学部
月曜日 17:00 - 19:30
水曜日 17:15 - 19:45
金曜日 18:30 - 20:30（ただし第3金曜日は17時 - 19時30分）
- 小学部
火曜日 17:00 - 19:00
木曜日 17:00 - 19:00
- 練習場所（雨天中止）
広島市立大河小学校グランド（広島市南区旭一丁目8番1号）

## 戦績
- 中学部
  - HiFAユースリーグ2010-2011（U-14/U-15）後期 - 2部リーグ2011後期
  - HiFAユースリーグ2010-2011（U-14/U-15）前期 - 1部リーグ2011前期
  - HiFAユースリーグ2009-2010（U-14/U-15）後期 - 1部リーグ2010後期
  - 高円宮杯 第23回全日本ユース (U-15) サッカー選手権大会（2011） - 広島地区　予選リーグDブロック
  - 高円宮杯 第22回全日本ユース (U-15) サッカー選手権広島県大会 - 広島県大会決勝トーナメント
  - 2009年度第21回高円宮杯U-15 広島県サッカー大会（中学生） - 広島県決勝トーナメント
  - 2011年第26回日本クラブユース選手権（U-15）広島県予選
  - 2010年第25回日本クラブユース選手権（U-15）広島県予選
  - 2009年第24回日本クラブユース選手権（U-15）広島県予選
- レディース
  - 皇后杯全日本女子サッカー選手権大会出場（1983、2000）